# Saison 21 de Doctor Who, première série
Chronologie
Saison 20 Saison 22
Cet article présente les épisodes de la vingt-et-unième saison de la première série de la série télévisée Doctor Who.

## Distribution
- Peter Davison : Le 5e Docteur[1]
- Colin Baker : Le 6e Docteur[2]
- Janet Fielding : Tegan Jovanka[3]
- Mark Strickson : Vislor Turlough[4]
- Nicola Bryant : Peri Brown[5]
- Anthony Ainley : Le Maître

## Liste des épisodes
| N°  | Part. | Titre original                          | Scénario               | Réalisation         | Première diffusion au Royaume-Uni                             | Code | Audience (en millions) |
| --- | ----- | --------------------------------------- | ---------------------- | ------------------- | ------------------------------------------------------------- | ---- | ---------------------- |
| 130 | 1     | Warriors of the Deep (4 épisodes)       | Johnny Byrne           | Pennant Roberts     | 5 janvier 1984 6 janvier 1984 12 janvier 1984 15 janvier 1984 | 6L   | 7,6 7,5 7,3 6,6        |
| 131 | 2     | The Awakening (2 épisodes)              | Eric Pringle           | Michael Owen Morris | 19 janvier 1984 20 janvier 1984                               | 6M   | 7,9 6,6                |
| 132 | 3     | Frontios (4 épisodes)                   | Christopher H. Bidmead | Ron Jones           | 26 janvier 1984 27 janvier 1984 2 février 1984 3 février 1984 | 6N   | 8 5,8 7,8 5,6          |
| 133 | 4     | Resurrection of the Daleks (2 épisodes) | Eric Saward            | Matthew Robinson    | 8 février 1984 15 février 1984                                | 6P   | 7,3 8                  |
| 134 | 5     | Planet of Fire (4 épisodes)             | Peter Grimwade         | Fiona Cumming       | 23 février 1984 24 février 1984 1er mars 1984 2 mars 1984     | 6Q   | 7,4 6,1 7,4 7          |
| 135 | 6     | The Caves of Androzani (4 épisodes)     | Robert Holmes          | Graeme Harper       | 8 mars 1984 9 mars 1984 15 mars 1984 16 mars 1984             | 6R   | 6,9 6,6 7,8            |
| 136 | 7     | The Twin Dilemma (4 épisodes)           | Anthony Steven         | Peter Moffatt       | 22 mars 1984 23 mars 1984 29 mars 1984 30 mars 1984           | 6S   | 7,6 7,4 7 6,3          |